# Renée Colliardová
Renée Colliardová, provdaná Renée Feraudová (24. prosince 1933, Ženeva – 15. prosince 2022) byla švýcarská alpská lyžařka. Na olympijských hrách v Cortině d'Ampezzo roku 1956 vyhrála závod ve slalomu. Byla velmi překvapivou vítězkou, navíc v závodě triumfovala s náskokem více než tří sekund. Ve stejném roce se stala švýcarskou šampiónkou ve slalomu. 3. února při prvním závodě mistrovství světa 1958 však upadla a utrpěla vážná zranění, natažení vazu v levém kotníku a natažení postranního vazu v levém koleni. To znamenalo konec její kariéry. V té době již byla studentkou farmacie na Ženevské univerzitě, toto studium dokončila v roce 1960. Také se toho roku vdala a začala užívat manželovo příjmení. O dva roky později se přestěhovala do Montany v kantonu Valais a otevřela si tam lékárnu a lyžařské středisko.